# Caja de madera

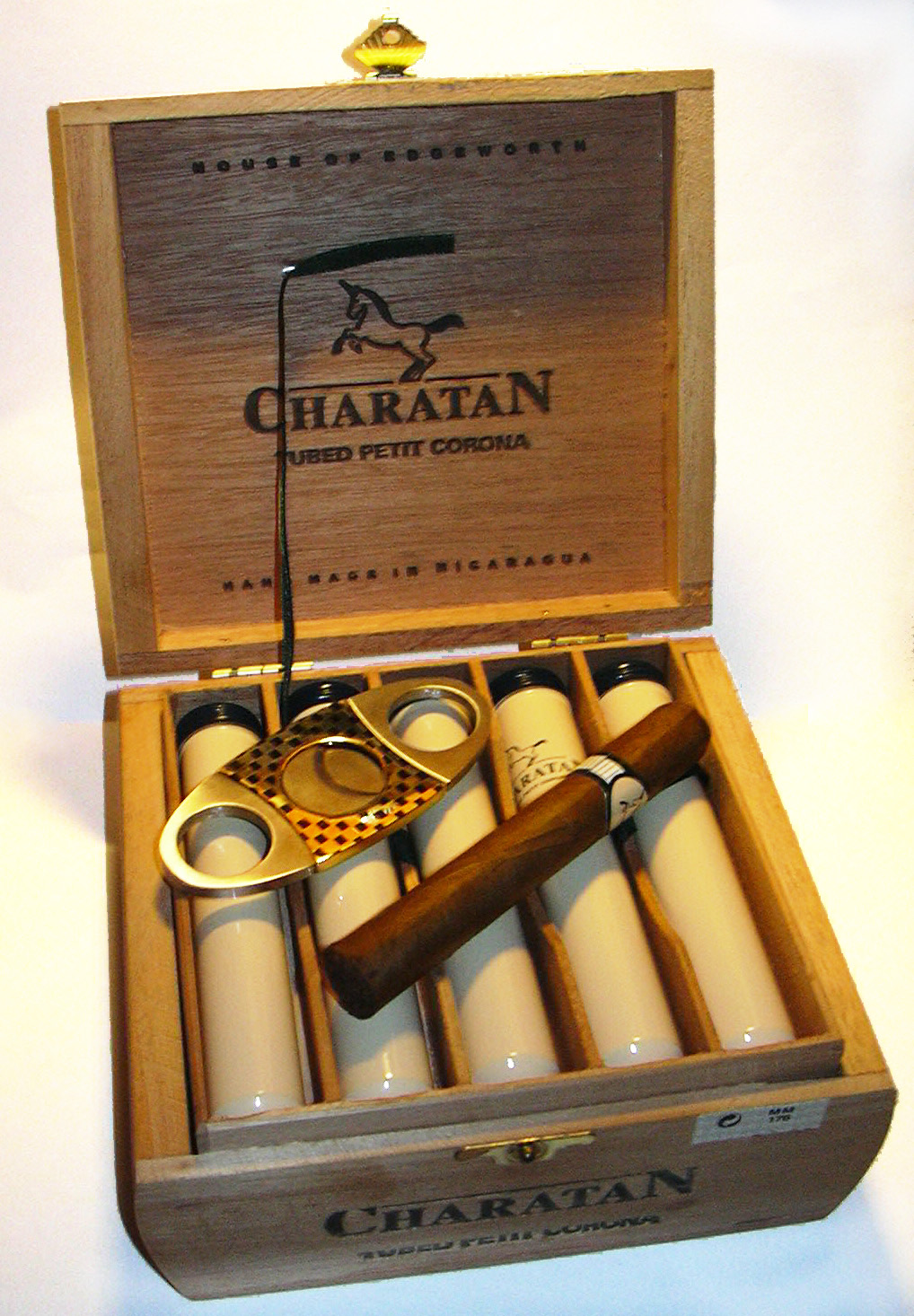
Caja de puros

El embalaje de madera se utiliza para transportar productos pesados (motores, maquinaria, etc.) como contenedor o para determinados productos tradicionales de gama alta (puros, bebidas alcohólicas, etc.) Sin embargo, su mayor utilidad la encontramos en el sector hortofrutícola.
Las cajas para productos agrícolas se componen de finas láminas de chopo grapadas entre sí o con otros sistemas de ensamblaje.
La madera representa su mejor papel en la recogida directa en el campo. Aquellos productos que salen al mercado sin posteriores manipulaciones tienen en la madera su mejor recurso al envasarse directamente a pie de árbol. Sus principales ventajas son:
- Los embalajes de madera siguen gozando de una buena imagen ante el consumidor al percibirlo como un producto higiénico y con connotaciones de alta calidad.
- Se puede imprimir, aunque deficientemente, incorporando la marca y el logotipo del productor, así como otros mensajes prácticos.
- Siempre puede destruirse o reciclarse evitando posibles problemas bacterianos derivados de lavados defectuosos.

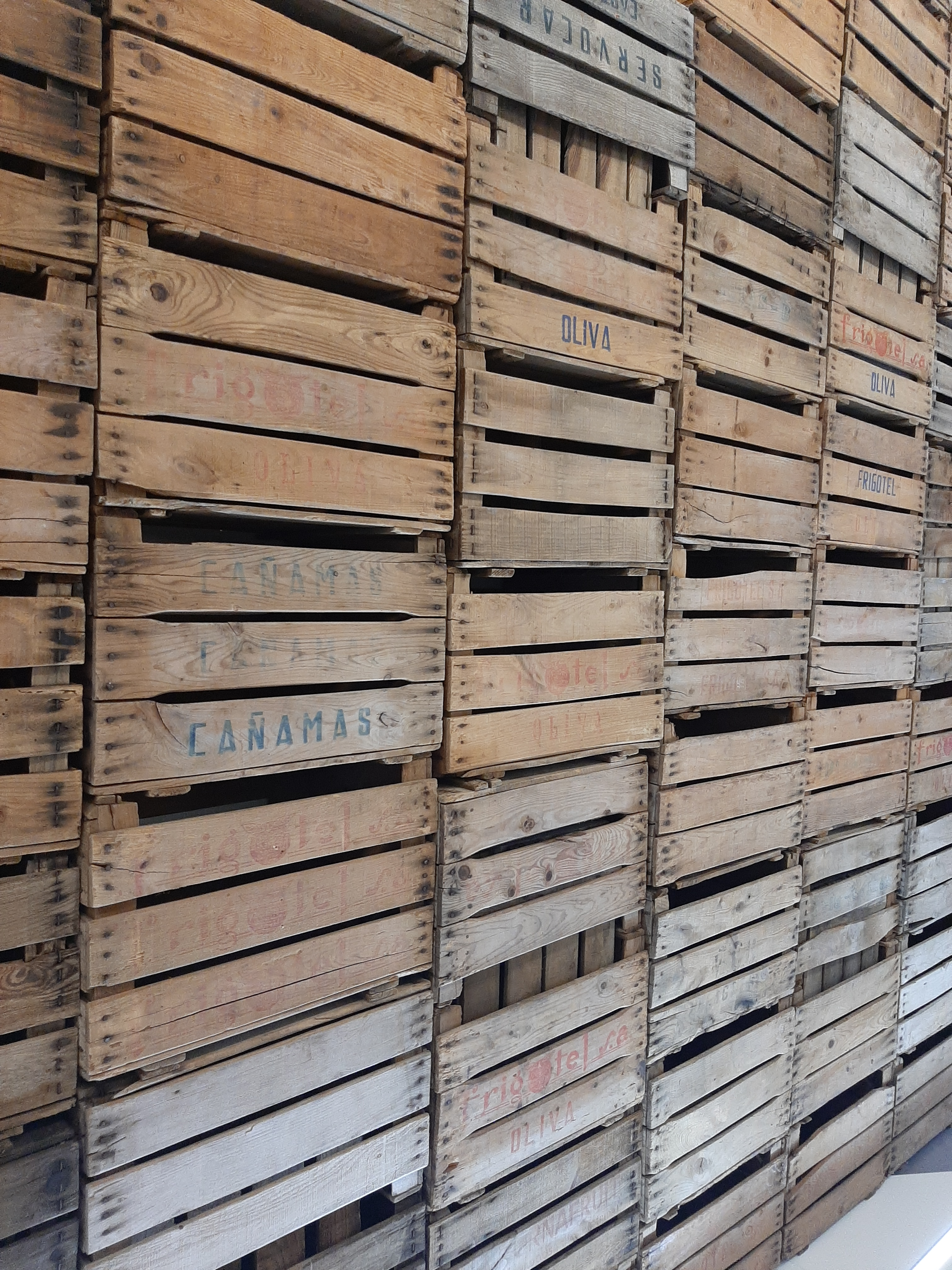
Envases de madera utilizados en la comercialización de cítricos.

La caja de madera ha conseguido introducirse en determinados nichos de mercado muy localizados en cuanto a tamaño y producto en los que ha obtenido una gran fidelidad por parte de los compradores. Los más destacados son fresa, melocotón, clementina y otros cítricos todos ellos en envases de pequeñas dimensiones (de 2 kg a 4 kg).
Los fabricantes de cajas de madera defienden su producto basándose en la calidad e imagen de tradición y artesanía. Aun así, es el sector que cuenta con menos cuota de mercado dentro del mercado global del embalaje.